# Anri Dzjochadze
Anri Dzjochadze (georgiska: ანრი ჯოხაძე) född 6 november 1980 i Tbilisi, är en georgisk sångare och låtskrivare.

## Karriär
Dzjochadze uppträdde för första gången år 1998 vid en musiktävling i Ukraina. Året därpå deltog han i den populära ryska musikshowen "Slavianskij Bazaar". Sedan dess har han deltagit i flera populära musikfestivaler och tävlingar i städer som Astana, Varna och Kiev. År 2009 spelade Dzjochadze in den satiriska musikvideon "Bednieri eri" (ბედნიერი ერი). Videon speglade skämtsamt flera kända georgiska politiker, däribland oppositionsledarna Nino Burdzjanadze och Salomé Zurabisjvili.

### Eurovision Song Contest

#### 2008
Finalen av den georgiska uttagningen till Eurovision Song Contest 2008 hölls den 1 mars 2008. Finalen vanns av sångerskan Diana Ghurtskaia med låten "Peace Will Come" och bakom henne körade bland annat Dzjochadze. Dzjochadze var även med i den kör som backade upp Ghurtskaia vid både semifinalen och finalen i Belgrad samma år.

#### 2009
Dzjochadze ställde själv upp i Georgiens uttagning till Eurovision Song Contest för första gången år 2009. Han valdes ut som en av 10 deltagare i den nationella finalen som hölls den 18 februari 2009. Dzjochadze ställde upp med bidraget "I" och ställdes i finalen mot bland andra Tika Patsatsia och November. Efter att rösterna räknades stod det klart att gruppen Stephane & 3G hade vunnit tävlingen med sitt bidrag "We Don't Wanna Put In".

#### 2012
År 2012 ställde Dzjochadze upp i Georgiens uttagning till Eurovision Song Contest 2012 med låten "I'm a Joker". Vid finalen den 19 februari 2012 stod han som segrare efter att ha fått flest poäng av alla genom den kombinerade SMS- och juryomröstningen. Dzjochadze kom därmed att representera Georgien vid Eurovision Song Contest 2012 i grannlandet Azerbajdzjans huvudstad Baku. Dzjochadze lottades in att delta i den andra semifinalen den 24 maj 2012.
Den 24 februari 2012 meddelade GPB att Giga Kuchianidze skulle bli Dzjochadzes producent inför tävlingen. Kuchianidze har tidigare producerat åt både Mariam Kachelisjvili och gruppen Candy i Junior Eurovision Song Contest.
Till tävlingen hade låten bearbetats samt hade man beslutat att låta kända georgiska kvinnliga sångare agera bakgrundssångare åt Dzjochadze i Baku. Dessa var Nini Sjermadini, Veriko Turasjvili och Nino Dzotsenidze. Dessutom var Dzjochadzes syster, Magda Dzjochadze, med på scenen i Baku.
Dzjochadze framförde sitt bidrag i semifinal 2 den 24 maj 2012 men lyckades inte ta sig vidare till finalen. Detta innebar att Georgien missade finalen för första gången någonsin.

## Diskografi

### Album
- 2005 – Me mainc moval
- 2006 – I Appear on the Stage Again[10]
- 2011 – New Songs

### Fotnoter
1. ↑  ”Musikvideo till Benieri eri”. Youtube. http://www.youtube.com/watch?v=ZZo6XDmULyM.
2. ↑  ”Anri Jokhadze has participated in TV program Apples of Paradise”. GPB. 20 februari 2012. http://eurovision-georgia.ge/eNewsView.aspx?Lang=2&News=348. Läst 21 februari 2012.[död länk] (engelska)
3. ↑  Brey, Marco (18 februari 2009). ”Stephane & 3G to represent Georgia in Moscow” (på engelska). http://www.eurovision.tv/page/news?id=1930. Läst 21 februari 2012.
4. ↑  Brey, Marco (19 februari 2012). ”Anri Jokhadze to represent Georgia”. EBU. http://www.eurovision.tv/page/news?id=46913&_t=anri_jokhadze_to_represent_georgia. Läst 19 februari 2012. (engelska)
5. ↑  Hondal, Victor (19 februari 2012). ”Georgia sends Anri Jokhadze to Eurovision 2012”. esctoday.com. Arkiverad från originalet den 21 februari 2012. https://web.archive.org/web/20120221000322/http://www.esctoday.com/news/read/18381. Läst 19 februari 2012. (engelska)
6. ↑  ”Giga Kukhianidze became the producer of Georgian entrant at Eurovision 2012” (på engelska). GPB. 24 februari 2012. http://eurovision-georgia.ge/eNewsView.aspx?Lang=2&News=352.[död länk]
7. ↑  ”Georgian contender at 2012 Eurovision will perform on stage accompanied by Famous Georgian Singers”. GPB. 17 mars 2012. Arkiverad från originalet den 11 juli 2012. https://archive.is/20120711165256/http://eurovision-georgia.ge/news-view/346/en. Läst 18 mars 2012.
8. ↑  Bokholm, Mirja (24 maj 2012). ”Loreen till final i Eurovision Song Contest”. Sveriges Television. http://svt.se/melodifestivalen/loreen-till-final-i-eurovision-song-contest.
9. ↑  Roxburgh, Gordon (24 maj 2012). ”Second Semi-Final: We have our ten qualifiers”. EBU. http://www.eurovision.tv/page/news?id=second_semi-final_live_we_have_our_ten_qualifiers. Läst 25 maj 2012. (engelska)
10. ↑  I Appear on the Stage Again - Anri Jokhadze[död länk] billboard.com (engelska)